# 团结街道 (昆明市)
团结街道，是中华人民共和国云南省昆明市西山区下辖的一个乡镇级行政单位，位于昆明市西郊，政府驻地龙潭，距市区25公里。东与五华区和西山区的马街街道接壤，西同安宁市与禄丰县相连，南与安宁市和西山区碧鸡街道毗邻，北与富民县为邻。总面积424.66平方公里。团结街道办事处是一个多民族聚居的办事处，境内主要有彝族、白族、苗族、汉族等民族。2010年底，办事处总人口32518人，其中少数民族人口占总人口的72%。

## 历史
明代及清代中叶以前团结地区属于昆明县石鼻里、高峣里的一部分。清代晚期为多依堡、明朗堡、永靖堡辖地。中华民国时期为玉案乡的一部分。1950年属昆明县第五区。1956年属西山区。1958年设立人民公社，因少数民族聚居，取民族团结之意，命名为团结人民公社。1984年改公社为办事处。1988年设立团结彝族白族乡。2005年，撤销团结彝族白族乡与谷律彝族白族乡（政府驻地在鲁伯祖村），成立团结镇。2009年，撤销团结镇，设立街道办事处。

## 地理
团结街道辖区主要由山地、小坝子、谷地组成，位于北部的风摆山海拔2622米，为西山区境内最高点。东部和南部诸山属于玉案山系。境内河流属于螳螂川水系，主要有棋台河、律则河、岔河等。

## 行政区划
团结街道下辖以下地区：
龙潭社区、和平社区、大兴社区、白眉社区、棋台社区、妥吉社区、雨花社区、花红园社区、永靖社区、下冲社区、朵亩社区、谷律社区、妥排社区、律则社区、乐亩社区和蔡家社区。
- 律则社区，位于西北部螳螂川畔
- 棋台社区，位于南部，产石英砂
- 妥吉社区，产砂石
- 龙潭社区，多农家乐

## 经济
团结街道境内富有石英砂、铁矿和磷矿等矿产资源，矿产开发为主要的经济支柱。团结街道的旅游资源丰富，自然环境优美，森林覆盖率达74.4%；辖区内少数民族众多，民族风情浓郁。团结已成为昆明市民周末及节假日旅游休闲的首选地之一，目前正大力发展生态旅游业，农家乐旅游已颇具规模。特产团结苹果驰名昆明地区。

## 旅游
团结境内的主要旅游景点为：
- 棋盘山森林公园
- 豹子箐景区
- 桂皇阁
- 陡嘴大叠水
- 卧云山风景区
- 欢喜滑草场

## 中国传统村落
2013年8月，乐居村被评为第二批中国传统村落。